# Køge Museum
Køge Museum er et lokalhistorisk museum i Køge. Museet huser blandt andet en udstilling om Søslaget i Køge Bugt i 1710, hvor der med fakta og fiktion fortælles om slaget, der endte med at linjeskibet Dannebroge sprang i luften. Desuden er der en historisk udstilling, der fokuserer på hhv. en gravplads fra jægerstenalderen, vikingetidens arkitektur og udviklingen indenfor brudetøj.
Museet har til huse i en toetages bindingsværksbygning fra 1600-tallet med en tilhørende sidelænge. Bygningerne, der udgør de sidste rester af en større dobbeltgård, blev fredet i 1918. Bag hovedbygningen er der en have med en lille legeplads, som der er adgang til.